# Resident Evil: The Umbrella Chronicles
Resident Evil: The Umbrella Chronicles (jap. バイオハザード アンブレラ・クロニクルズ, Baiohazādo Amburera Kuronikuruzu für Biohazard: Umbrella Chronicles) erschien am 30. November 2007 exklusiv für Nintendo Wii in Europa. Es handelt sich dabei um einen sogenannten Rail Shooter, der wahlweise mit der Wiimote oder dem Wii Zapper gespielt wird. Da das Spiel von der USK keine Klassifizierung erhalten hat und Nintendo nicht erlaubt, ungekennzeichnete Spiele in Deutschland für sein System zu veröffentlichen, erschien Resident Evil: The Umbrella Chronicles nur im europäischen Ausland (u. a. auch dem deutschsprachigen Raum). In Deutschland ist dieser Teil mittlerweile indiziert.
Zusätzlich zu der bekannten Handlung wurden auch neue Inhalte und Verbindungen aufgebaut, die als Bonus-Inhalte für gute Spieler spielbar sind. Spielbare Charaktere der Bonus-Missionen sind Albert Wesker, Ada Wong, HUNK und Rebecca Chambers.
Mit Resident Evil: The Darkside Chronicles erschien 2009 ein Nachfolger für die Wii, der sich des gleichen Spielprinzips bedient und trotz nahezu identischer Grafik und Gewaltdarstellung eine USK-Freigabe ab 18 Jahren erhielt.
Zum 15-jährigen Jubiläum der Resident-Evil-Reihe erschien The Umbrella Chronicles zusammen mit The Darkside Chronicles als HD-Auflage unter dem Namen "Resident Evil: Chronicles HD Collection" als Download im PlayStation Store, welche sowohl per PlayStation Move als auch per DualShock-3-Controller gesteuert werden kann. Aufgrund der Indizierung von The Umbrella Chronicles ist diese Collection jedoch nicht als solche im deutschen PlayStation Store erhältlich, The Darkside Chronicles HD kann jedoch einzeln erworben werden.

## Spielmechanik
Das Zielen im Spiel erfolgt mit der Wiimote und optional dem Nunchuk-Controller oder aber dem Wii Zapper, um das auf dem Bildschirm sichtbare Fadenkreuz zu steuern. Der Controller wird dabei direkt in Richtung des Bildschirms gehalten. Wie für Rail Shooter typisch hat der Spieler nicht die Möglichkeit, den Spielcharakter selber zu steuern. Die Bewegung des Charakters ist im Wesentlichen vorgegeben und folgt einem festen Plan, allerdings können situationsbedingte Ausweichbewegungen ausgeführt oder sich beizeiten für eine von zwei möglichen Wegen entschieden werden. Das Spiel erlaubt zwei Spielern gleichzeitig zu spielen, hierbei steuert jeder seinen eigenen Cursor.
Die Umgebung der in einzelne Level und Kapitel unterteilten Spielwelt ist z. T. interaktiv und beinhaltet diverse zerstörbare Gegenstände wie Schränke, Behälter, Lampen oder Statuen. In diesen sind häufig Verbrauchsgegenstände wie z. B. Heilmittel oder Munition versteckt, aber auch freischaltbare Extras und Hintergrundinformationen zur Geschichte können so freigeschaltet werden.
Zwischen den einzelnen Leveln kann das Inventar verwaltet und neue Waffen gekauft und verbessert werden. Als Währung hierfür dienen im Spiel erzielte Highscore-Punkte, die je nach Art des Durchspielens der Level (benötigte Zeit, Zielgenauigkeit, erlittene Tode usw.) verdient werden.

## Handlung
In The Umbrella Chronicles werden größtenteils Handlungsstränge aus Resident Evil Zero, Resident Evil sowie Resident Evil 3: Nemesis aufgegriffen und nachgespielt. Im letzten Kapitel durchquert man ein neues Szenario, welches einen gemeinsamen Abschluss für alle vorherigen bildet und die die Offenlegung der Machenschaften der Umbrella Corporation und ihren letztlichen Untergang behandelt. In diesem Szenario übernimmt der Spieler die Rollen von Chris Redfield und Jill Valentine, die fünf Jahre nach dem ersten Ausbruch des T-Virus in Racoon City zusammen mit anderen Anti-B.O.W. Aktivisten in das Umbrella-Hauptquartier in Russland eindringen.

## Bücher
Das Spiel wurde auch in zwei Büchern von Osamu Makino veröffentlicht: The Umbrella Chronicles I und The Umbrella Chronicles II.

## Kritiken
Kritiken fielen im Wesentlichen positiv aus. Gelobt wurden unter anderem der Nostalgiefaktor und die freischaltbaren Extras. Bemängelt wurde, dass das Spiel kaum über alte Genre Konventionen hinaus kommt.